# 埃布拉赫河 (阿特爾河支流)
48°4′22.28″N 11°56′40.47″E / 48.0728556°N 11.9445750°E

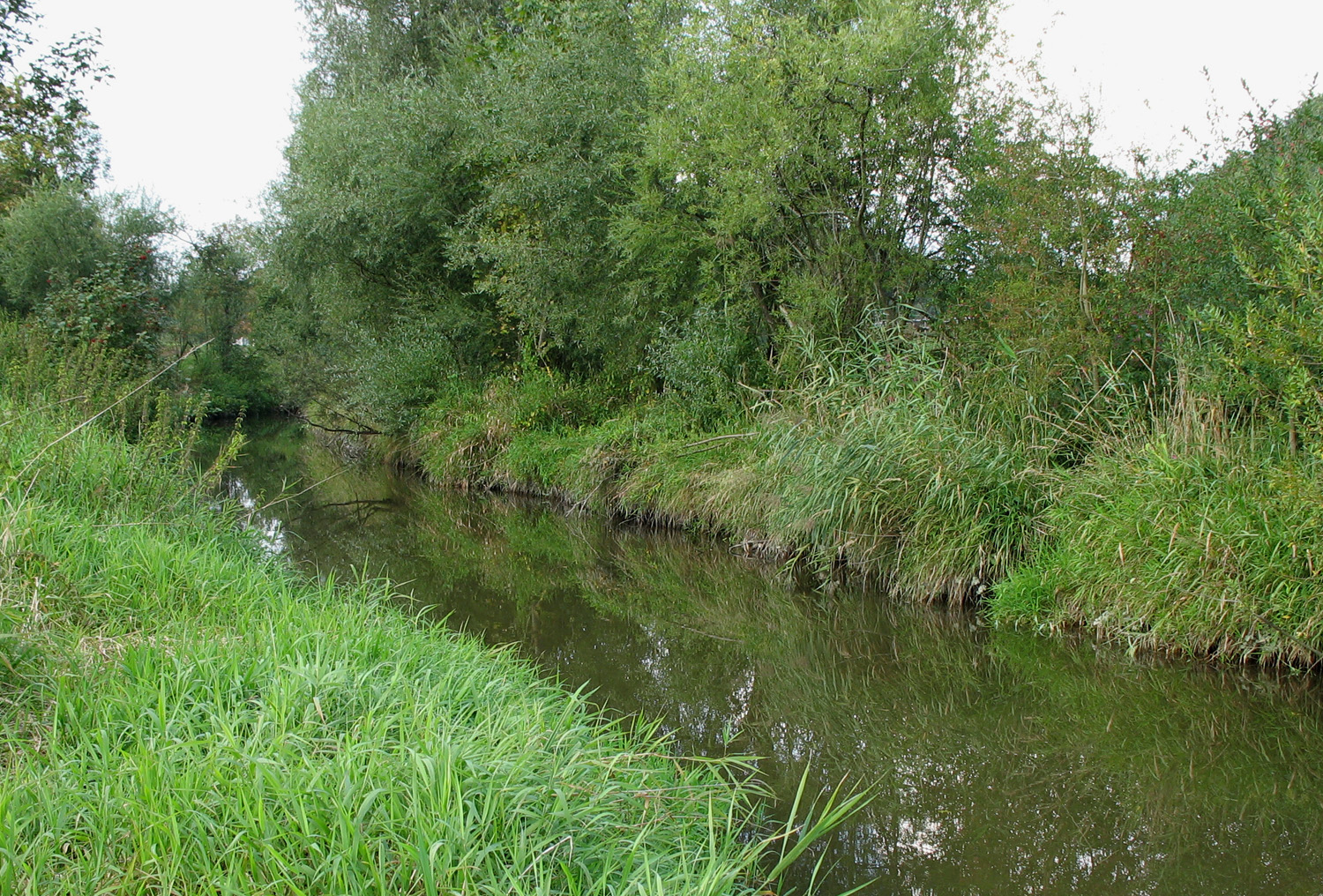

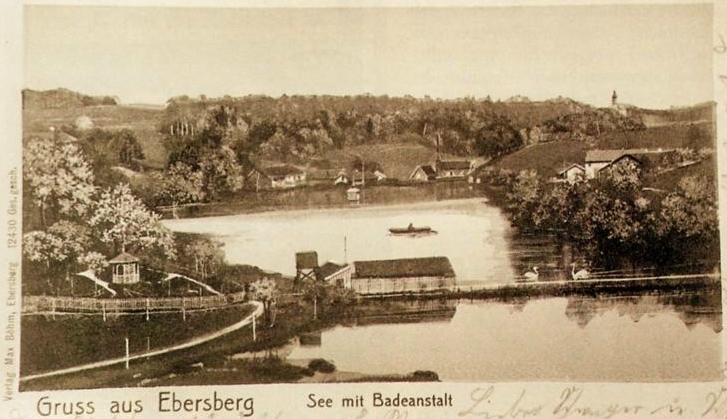

埃布拉赫河（德語：Ebrach），是德國的河流，位於該國東南部，由巴伐利亞負責管轄，屬於阿特爾河的左支流，河道全長29.8公里，流域面積77.2平方公里。